# Корнеевка (Джанкойский район)
Корне́евка (до 1948 года Кельды́-Бай; укр. Корніївка, крымскотат. Keldi Bay, Кельди Бай) — исчезнувшее село в Джанкойском районе Республики Крым, располагавшееся на северо-востоке района, в степной части Крыма, на вдающемся в Сиваш полуострове Тюп-Тархан, примерно в 1,5 км к югу от современного села Чайкино.

### Динамика численности населения
| - 1805 год — 178 чел. - 1864 год — 26 чел. - 1889 год — 54 чел. - 1892 год — 21 чел. | - 1900 год — 23 чел. - 1915 год — 72/22 чел. - 1926 год — 39 чел. |

## История
Первое документальное упоминание села встречается в Камеральном Описании Крыма… 1784 года, судя по которому, в последний период Крымского ханства Гелдибай входил в Дип Чонгарский кадылык Карасубазар ского каймаканства. После присоединения Крыма к России (8) 19 апреля 1783 года, (8) 19 февраля 1784 года, именным указом Екатерины II сенату, на территории бывшего Крымского Ханства была образована Таврическая область и деревня была приписана к Перекопскому уезду. После Павловских реформ, с 1796 по 1802 год, входила в Перекопский уезд Новороссийской губернии. По новому административному делению, после создания 8 (20) октября 1802 года Таврической губернии, Кельды-Бай был включён в состав Биюк-Тузакчинской волости Перекопского уезда.
По Ведомости о всех селениях в Перекопском уезде состоящих с показанием в которой волости сколько числом дворов и душ… от 21 октября 1805 года в деревне Келди-Бай числился 31 двор и 178 крымских татар. На военно-топографической карте генерал-майора Мухина 1817 года деревня Кельдебай обозначена с 34 дворами. После реформы волостного деления 1829 года Кельдыбай, согласно «Ведомости о казённых волостях Таврической губернии 1829 года», остался в составе Тузакчинской волости. На карте 1836 года в деревне Кельдыбай 32 двора, как и на карте 1842 года.
В 1860-х годах, после земской реформы Александра II, деревню включили в состав Владиславской волости того же уезда. В «Списке населённых мест Таврической губернии по сведениям 1864 года», составленном по результатам VIII ревизии 1864 года, Кельды-Бай — владельческая татарская деревня с 5 дворами, 26 жителями и мечетью при колодцах. По обследованиям профессора А. Н. Козловского начала 1860-х годов, в селении вода в колодцах глубиной от 1,5—3 до 5 саженей (от 2 до 10 м) была частью солоноватая, а частью солёная. Согласно «Памятной книжке Таврической губернии за 1867 год», деревня Кельдыбай была покинута жителями в 1860—1864 годах, в результате эмиграции крымских татар, особенно массовой после Крымской войны 1853—1856 годов, в Турцию и оставалась в развалинах. Видимо, вскоре деревню заселили вновь, поскольку на трёхверстовой карте Шуберта 1865—1876 года в деревне Кельдыбай отмечены 7 дворов. К 1886 году Владиславская волость была упразднена и в «Памятной книге Таврической губернии 1889 года» по результатам Х ревизии 1887 года записан Кельдибай Байгончекской волости с 11 дворами и 54 жителями.
После земской реформы 1890 года отнесли к Ак-Шеихской волости. Согласно «…Памятной книжке Таврической губернии на 1892 год», в деревне Кельдыбай, не входившей ни в одно сельское общество, числился 21 житель в 4 домохозяйствах. По «…Памятной книжке Таврической губернии на 1900 год» в Кельдыбае числилось 23 жителя в 5 дворах. По Статистическому справочнику Таврической губернии. Ч.II-я. Статистический очерк, выпуск пятый Перекопский уезд, 1915 год, в деревне Кельдыбай Ак-Шеихской волости Перекопского уезда числилось 18 дворов (все дворы с землёй) с татарским населением в количестве 72 человек приписных жителей и 22 — «посторонних», из которых 53 мужчины и 41 женщина. Жители владели 500 десятинами удобной земли. В хозяйствах имелось 107 лошадей, 15 волов, 46 коров и 96 голов мелкого скота.
После установления в Крыму Советской власти, по постановлению Крымревкома от 8 января 1921 года № 206 «Об изменении административных границ» была упразднена волостная система и в составе Джанкойского уезда был создан Джанкойский район. В 1922 году уезды преобразовали в округа. 11 октября 1923 года, согласно постановлению ВЦИК, в административное деление Крымской АССР были внесены изменения, в результате которых округа были ликвидированы, основной административной единицей стал Джанкойский район и село включили в его состав. Согласно Списку населённых пунктов Крымской АССР по Всесоюзной переписи 17 декабря 1926 года, в селе Кельдыбай, в составе упразднённого к 1940 году Акчоринского (татарского) сельсовета Джанкойского района, числилось 9 дворов, все крестьянские, население составляло 39 человек, все татары.
В 1944 году, после освобождения Крыма от нацистов, согласно постановлению ГКО № 5859 от 11 мая 1944 года, 18 мая крымские татары были депортированы в Среднюю Азию. 12 августа 1944 года было принято постановление № ГОКО-6372с «О переселении колхозников в районы Крыма» и в сентябре 1944 года в район приехали первые новоселы (27 семей) из Каменец-Подольской и Киевской областей, а в начале 1950-х годов последовала вторая волна переселенцев из различных областей Украины. С 25 июня 1946 года селение в составе Крымской области РСФСР. Указом Президиума Верховного Совета РСФСР от 18 мая 1948 года, Кельды-Бай переименовали в Корнеевку. 26 апреля 1954 года Крымская область была передана из состава РСФСР в состав УССР. Время включения в Заречненский сельсовет пока не установлено: на 15 июня 1960 года село уже числилось в его составе. Ликвидировано между 1 июня 1977 года, так как согласно справочника «Крымская область — 1977 год» ещё числилось в составе Заречненского сельсовета и 1985 годом (в перечнях административно-территориальных изменений после этой даты не упоминается).